# Coopracambra-Nationalpark
Der Coopracambra-Nationalpark ist ein Nationalpark im äußersten Osten des australischen Bundesstaates Victoria. Er liegt im östlichsten Gippsland am Monaro Highway zwischen Cann River (Victoria) und Rockton (New South Wales), 380 Kilometer östlich von Melbourne. Das 35.000 Hektar große Gebiet wurde 1988 zum Nationalpark erklärt. Die Genoa Wilderness Area entlang des Genoa River ging im Nationalpark auf. Direkt nördlich anschließend liegt der South-East-Forest-Nationalpark in New South Wales.
Der Genoa River durchquert beide Parks von Norden nach Südosten. Im Coopracambra-Nationalpark fließt er durch eine Klamm mit roten Sandsteinwänden. An der Grenze zu New South Wales wird der Park vom Mount Merragunegin, einem Granitgipfel, überragt. In der Nähe des Monaro Highways bei Chandlers Creek am Westrand des Parks befinden sich die Beehive Falls, sehenswerte Wasserfälle.

## Vegetation
Im Coopracambra-Nationalpark findet sich warm-gemäßigter Regenwald und lichter Eukalyptuswald.

## Einrichtungen
Die 2 Kilometer lange W.B. Line verbindet die Beehive Falls mit dem Monaro Highway und ist eine der wenigen von Straßenfahrzeugen zu nutzende Piste im Park. Entlang des Genoa River führen etliche Pfade für Wanderer und Mountainbiker.